# Asamangulia yonakuni
Asamangulia yonakuni es un coleóptero de la familia Chrysomelidae.
Fue descrita científicamente por primera vez en 1966 por Kimoto & Gressitt.